# Keshorn Walcott
Keshorn Walcott (* 2. dubna 1993 Toco) je atlet ze státu Trinidad a Tobago, olympijský vítěz v hodu oštěpem z roku 2012.

## Sportovní kariéra
Jeho prvním mezinárodním úspěchem bylo vítězství na juniorském mistrovství Střední Ameriky a Karibiku v hodu oštěpem v roce 2010. O rok později se na stejné soutěži mezi dospělými umístil čtvrtý a na Panamerických hrách skončil sedmý.
V roce 2012 zvítězil v hodu oštěpem na juniorském mistrovství Střední Ameriky a Karibiku i na juniorském mistrovství světa v Barceloně. Zatím největšího úspěchu dosáhl na olympiádě v Londýně v roce 2012, kdy zvítězil ve finále v hodu oštěpem. Šlo o prvního olympijského vítěze od roku 1952, který nepochází z Evropy.
Osobní rekord – 90,16 m – pochází z Diamantové ligy v Lausanne 9. července 2015. Jde současně o národní rekord státu Trinidad a Tobago. Jeho bratr Elton je rovněž atlet, trojskokan.

## Osobní rekordy
- Hod oštěpem 90,16 m. (Lausanne, 2015)